# Université de Glamorgan
L'université de Glamorgan (en gallois : Prifysgol Morgannwg) est une université nationale britannique, située à Pontypridd, Rhondda Cynon Taf, Pays de Galles qui possède des campus à Treforest, Glyntaff, Merthyr Tydfil, Tyn y Wern et Cardiff. L'université a sept départements et facultés, et est la seule université galloise sans lien actuel ou ancien avec l'université du pays de Galles.
Elle a acquis son statut d'université en 1992.

## Historique
L'université de Glamorgan fut fondée en 1913 en tant qu'École des mines basée à Treforest, Pontypridd, au service de l'industrie minière dans les vallées du Sud du pays de Galles

## Composantes
- École des industries de la création et de la culture
- Faculté de la santé, du sport, et des sciences
- Faculté des sciences humaines et sociales
- Faculté des technologies avancées
- École de commerce
- Faculté de formation continue et d'activités collaboratives

## Personnalités liées à l'université
- Nawar Mahmoud, personnalité politique bahreïnie.
- Roger Clark, interprète le rôle d'Arthur Morgan dans le jeu vidéo Red Dead Redemption II.